# NK BSK Termia Bizovac
NK BSK Termia Bizovac je nogometni klub iz Bizovca u Osječko-baranjskoj županiji.
NK BSK Termia Bizovac je član Nogometnog središta Valpovo, te Županijskog nogometnog saveza Osječko-baranjske županije.
Klub je osnovan 1926. godine. Najveći uspjeh bilježi pod pokroviteljstvom Bizovačkih toplica, sredinom 1990-ih kada se natječe u 3. HNL – Istok i zauzima 4. mjesto. U istom razdoblju svoje zimske pripreme obavlja na moru (Mali Lošinj i Poreč) gdje se priprema zajedno s FK "Sturm" iz Graza, NK "Željezničar" iz Sarajeva i NK Varaždin iz Varaždina.
Nakon naslova prvaka 2. ŽNL NS Valpovo u sezoni 2022/23 i neuspjeha u kvalifikacijama (poraz od ekipe NK Hajduk Široko Polje), u sezoni 2023/24. u kvalifikacijama za 1.ŽNL u dvije utakmice rezultatom 2:0,2:0, bolji su od ekipe NK Sloga Podgorač i ulaze u 1. ŽNL za sezonu 2024/25.

## Uspjesi kluba
2008./09. – prvak 2. ŽNL NS Valpovo – D. Miholjac.
2022./23. – prvak 2. ŽNL NS Valpovo
2023./24. – prvak 2. ŽNL NS Valpovo

## Vanjska poveznice
- Službene stranice Općine Bizovac